# Balletopera
Een balletopera is een operagenre waarin opera en ballet dusdanig met elkaar verknoopt worden, dat de dans, de zang en het orkest een onverbrekelijk geheel vormen.
Het genre van de balletopera is ontstaan in Frankrijk, tijdens de regering van Lodewijk XIV, die evenals zijn voorganger Lodewijk XIII, een fervent liefhebber was van dergelijke opvoeringen. Hofcomponist Lully en blijspelschrijver Molière combineerden zang en elementen uit de Franse tragedie, met het ballet de cour (hofballet) en de elementen uit de Italiaanse opera, waarbij men een balletstok gebruikt.
Voorbeelden van balletopera's zijn Les Indes galantes (1735) van Jean-Philippe Rameau, Preussischen Märchen (1950) van Boris Blacher en Topographicallayers (2004) van John King.